# Liten måntandsmossa
Liten måntandsmossa (Harpanthus scutatus) är en levermossart som först beskrevs av Web. och Nicolai Mohr, och fick sitt nu gällande namn av Richard Spruce. Liten måntandsmossa ingår i släktet måntandsmossor, och familjen Geocalycaceae. Enligt den finländska rödlistan är arten starkt hotad i Finland. Enligt den svenska rödlistan är arten sårbar i Sverige. Arten förekommer i Götaland, Svealand, Nedre Norrland och Övre Norrland. Arten har tidigare förekommit på Gotland men är numera lokalt utdöd. Artens livsmiljö är våtmarker, skogslandskap.